# Danny Meddings
Daniel „Danny“ Meddings (* 25. Juni 1968) ist ein ehemaliger englischer Squashspieler.

## Karriere
Danny Meddings begann seine professionelle Karriere Anfang der 1990er-Jahre und war bis 1998 auf der PSA World Tour aktiv. In dieser Zeit gewann er zwei Titel auf der Tour. Seine höchste Platzierung in der Weltrangliste erreichte er mit Rang zwölf im November 1994. 
Zwischen 1987 und 1996 stand er achtmal im Hauptfeld der Einzelweltmeisterschaft. Sein bestes Resultat war dabei das Erreichen des Achtelfinals, was ihm 1993 und 1994 gelang. 1993 wurde er nach einer Finalniederlage gegen Chris Walker Vizeeuropameister.

## Erfolge
- Vizeeuropameister: 1993
- Gewonnene PSA-Titel: 2